# Radhuni
Trachyspermum roxburghianum ist eine Pflanzenart aus der Gattung Trachyspermum innerhalb der Familie der Doldenblütler (Apiaceae). Sie wird in Südasien, Südostasien und Indonesien angebaut. Aus dieser Art wird das, in der bengalischen Küche, weit verbreitete Gewürz Radhuni (Bengalisch: রাধুনি) oder Randhuni (রাঁধুনি) gewonnen. Seine aromatischen Trockenfrüchte, werden, wie sein naher Verwandter Ajowan, oft in der Bengalischen Küche verwendet. Im restlichen Indien werden sie hingegen so gut wie nie eingesetzt.

## Etymologie
Radhuni (Bengali রাধুনি) wird in der englischen Sprache oft als wild celery,, bezeichnet. In Urdu gibt es ebenfalls die Bezeichnung(جمو  د). Im Hindi ist es bekannt unter der Bezeichnung Ajmond (Hindi अजमोद). Die Bezeichnung stammt von dem, aus dem Sanskrit stammenden Wortes Ajamoda (Sanskrit: अजमोद) oder Ajamodika (Sanskrit: अजमोदिका), von dem sich auch der Name für das verwandte Ajowan ableitet. In Myanmar trägt Radhuni die Bezeichnung Kant-Balu und in Thailand Phak chi lom (Thai: ผักชีล้อม). Dort bezeichnet der Name allerdings gleichzeitig eine Vielzahl von Selleriearten.

## Beschreibung

### Vegetative Merkmale
Trachyspermum roxburghianum ist eine einjährige krautige Pflanze, die Wuchshöhen von 20 bis 100 Zentimetern erreicht. Der aufrechte Stängel ist verzweigt.
Die wechselständig an den Stängeln angeordneten Laubblätter sind in Blattstiel und -spreite gegliedert. Der dünne Blattstiel weist eine Länge von 1 bis 2 Zentimetern auf. Die bei einer Länge von 3 bis 8 Zentimetern und einer Breite von 2 bis 12 Zentimetern im Umriss eiförmige Blattspreite ist zweifach- oder dreiteilig-gefiedert. Der Endabschnitt ist bei einer Länge von 5 bis 20 Zentimetern und einer Breite von 2 bis 3 Millimeter schmal-länglich mit einer keilförmigen Basis. Nach oben hin werden die Laubblätter immer einfacher und der Endabschnitt ist dann linealisch-lanzettlich.

### Generative Merkmale
Auf einem 5 bis 9 Zentimeter langen Blütenstandsschaft steht ein, familientypischer, doppeldoldiger Blütenstand, der einen Durchmesser von 2 bis 4 Zentimetern besitzt. Die wenigen Hüllblätter und Hüllchenblätter sind bei einer Länge von 3 bis 5 Millimetern linealisch-pfriemlich oder gewimpert. Die ungleich langen vier bis zwölf borstig behaarten oder kahlen Strahlen weisen eine Länge von 1 bis 3 Zentimetern auf. Die Döldchen enthalten zwölf bis zwanzig Blüten. Die ungleich langen, borstig behaarten Blütenstiele weisen eine Länge von 1 bis 5 Millimetern auf.
Die zwittrigen Blüten sind fünfzählig und radiärsymmetrisch. Die Kronblätter weiß mit einem zarten Violett-Ton bis rosafarben.
Die Doppelachäne genannte Spaltfrüchte zerfällt nicht in zwei Einzelfrüchte. Die bei einer Länge von 1,5 bis 3 Millimetern und einem Durchmesser von 1,5 bis 2 Millimetern eiförmigen, dicht borstige behaarten oder kahlen Früchte besitzen ein verjüngtes oberes Ende, das in einen sehr kurzen Hals ausläuft und schwach ausgeprägte Längsrippen.
Die Blütezeit und Fruchtreife liegt in China zwischen Februar und Juli.
Die Chromosomenzahl beträgt 2n = 42.

## Vorkommen
Trachyspermum roxburghianum kommt ursprünglich möglicherweise in Indien und vielleicht Sri Lanka vor. Da sie schon sehr lange in Kultur ist, kann das ursprüngliche Verbreitungsgebiet schwer ermittelt werden. In den Anbaugebieten ist sie teilweise verwildert.

## Verwendung
In der bengalischen Küche ist Radhuni manchmal Bestandteil einer lokalen Panch-Phoron-Mischung, wo sie die typischerweise verwendeten Senfkörner ersetzen. Für Currys werden die Früchte äußerst sparsam verwendet, da sie schnell ein Gericht mit ihrem Aroma übertönen können. Dazu werden die Früchte in sehr heißem Öl kurz angebraten, bis sie anfangen zu knistern. An manchen Orten werden sie zum Einlegen von Gurken oder lokalen Gewürzmischungen verwendet. In Thailand werden die frischen Blätter als Würzkraut eingesetzt. Auch im Ayurveda findet Radhuni Verwendung.
Die kleinen getrockneten Früchte, oft irrtümlich Samen genannt, sind im Aussehen ähnlich wie Ajowan und Cumin. Wegen ihrer Ähnlichkeit in Geschmack und Aussehen, werden sie aber vor allem oft mit Sellerie-Samen verwechselt oder substituiert.
Radhuni hat ein sehr starkes Eigenaroma mit einem charakteristischen Geruch ähnlich der Petersilie.

## Inhaltsstoffe
Trachyspermum roxburghianum besitzt eine Vielzahl von Ätherischen Ölen. Die Konzentration ist hierbei aber gering. Der Anteil liegt lediglich bei insgesamt 1,8 bis 2 Prozent. Die höchste Konzentration erreichen hierbei Ketosäuren mit einem Anteil von 0,09 %. Außerdem, in verschiedenen Konzentrationen, enthalten sind: D-Limonen, A-Terpene, Dipentene, D-Linalool, Terpineol, Dl-Piperitone, Thymoquinol und Thymol.

## Systematik
Die Erstveröffentlichung erfolgte 1830 unter dem Namen Ptychotis roxburghiana durch Augustin-Pyrame de Candolle in Prodromus Systematis Naturalis Regni Vegetabilis, 4, Seite 109. Die Neukombination zu Trachyspermum roxburghianum (DC.) H.Wolff wurde 1927 durch Karl Friedrich August Hermann Wolff in Das Pflanzenreich, IV 228 (Heft 90), Seite 129 veröffentlicht. Weitere Synonyme für Trachyspermum roxburghianum (DC.) H.Wolff sind: Apium involucratum Roxb., Carum roxburghianum (DC.) Kurz, Carum stictocarpum C.B.Clarke, Pimpinella involucrata (Roxb.) Wight & Arn., Ptychotis involucrata (Roxb.) Lindl., Trachyspermum involucratum (Roxb.) H.Wolff, Trachyspermum stictocarpum (C.B.Clarke) H.Wolff.